# Puchar Świata w Zapasach 1997
Zawody Pucharu Świata w 1997 roku
- w stylu klasycznym mężczyzn rywalizowano 13 i 14 listopada w Teheranie (Iran).
- w stylu wolnym mężczyzn w dniach 4 i 5 kwietnia w Stillwater (Stany Zjednoczone).

## Styl klasyczny

### Ostateczna kolejność drużynowa
| Poz. | Państwo          |
| ---- | ---------------- |
|      | Turcja           |
|      | Rosja            |
|      | Korea Południowa |
| 4.   | Iran             |
| 5.   | Uzbekistan       |
| 6.   | Kazachstan       |

### Klasyfikacja indywidualna
| Waga   |                       |                  |                     | 4                  | 5                      | 6                      |
| ------ | --------------------- | ---------------- | ------------------- | ------------------ | ---------------------- | ---------------------- |
| 54 kg  | Boris Ambarcumow      | Sim Gwon-ho      | Ali Aszkani         | Ercan Yıldız       | Rakymżan Äsembekow     | Dmitriy Korshunov      |
| 58 kg  | Rafik Simonian        | Kim In-seop      | Dilshod Oripov      | Ergüder Bekişdamat | Mahdi Nasiri           | Serik Dshumaschev      |
| 63 kg  | Chavoschoglu          | Nikołaj Monow    | Park Young-sin      | Ahad Pazadż        | Asliddin Xudoyberdiyev | A.Orlow                |
| 69 kg  | Grigoriy Pulyayev     | Choi Sang-seon   | Saijad Shahbazi     | A.Apchev           | Tuğrul Derici          | Nurłan Kojżajganow     |
| 76 kg  | Andriej Czeriepachin  | Nazmi Avluca     | Yuriy Vitt          | Mehdi Rahimi       | Wassili Serik          | Suh Sang-myung         |
| 85 kg  | Hamza Yerlikaya       | Behruz Dżamszidi | Baktijar Bajsejytow | Zafarxon Ochilov   | Kim Kap-man            | Aleksandr Mieńszczikow |
| 97 kg  | Siergiej Matwijenko   | Hakkı Başar      | Wyatsheslav Belmas  | Mahdi Szarabijani  | Issojom Kenaev         | Park U                 |
| 130 kg | Aleksandr Biezruczkin | Şaban Donat      | Yang Young-jin      | Mahdi Sabzali      | Shermuhammad Qoʻziyev  | Adil Karibov           |

## Styl wolny

### Ostateczna kolejność drużynowa
| Poz. | Państwo           |
| ---- | ----------------- |
|      | Stany Zjednoczone |
|      | Rosja             |
|      | Kuba              |
| 4.   | Niemcy            |
| 5.   | Kanada            |

### Klasyfikacja indywidualna
| Waga   |                   |                   |                          | 4                | 5                       |
| ------ | ----------------- | ----------------- | ------------------------ | ---------------- | ----------------------- |
| 54 kg  | Lou Rosselli      | Leonid Czuczunow  | Paul Ragusa              | Wilfredo García  | Sinan Ahmet Hanli       |
| 58 kg  | Kendall Cross     | Murad Umachanow   | Gia Sissaouri            | Abdro Salazar    | Olaf Brandt             |
| 63 kg  | John Fisher       | Carlos Ortíz      | Wielichan Ałachwierdijew | Marty Calder     | Jürgen Scheibe          |
| 69 kg  | Yosvany Sánchez   | Townsend Saunders | Islam Matiev             | Mahmoud Karimi   | Craig Roberts           |
| 76 kg  | Alexander Leipold | Leonardo Díaz     | Pat Smith                | Adem Bereket     | Kachaber Verkwiaschwili |
| 85 kg  | Kevin Jackson     | André Backhaus    | Yoel Romero              | Mamied Agajew    | Justin Abdou            |
| 97 kg  | Mike van Arsdale  | Arawat Sabiejew   | Siergiej Kowalewski      | Wilfredo Morales | Colbie Bell             |
| 125 kg | Bruce Baumgartner | Alexis Rodríguez  | Dawid Musulbies          | Heiko Balz       | Yogi Johl               |